# Beloslav
Beloslav (bulgariska: Белослав) är en ort i Bulgarien.   Den ligger i kommunen Obsjtina Beloslav och regionen Oblast Varna, i den östra delen av landet, 400 kilometer öster om huvudstaden Sofia. Beloslav ligger 57 meter över havet och antalet invånare är 7 989.
Terrängen runt Beloslav är varierad. Runt Beloslav är det ganska glesbefolkat, med 38 invånare per kvadratkilometer.. Närmaste större samhälle är Varna, 17,9 kilometer öster om Beloslav.
Trakten runt Beloslav består till största delen av jordbruksmark.